# Michelangelo Dying
Michelangelo Dying je očekávané sedmé sólové studiové album velšské hudebnice Cate Le Bon, jehož vydání je naplánováno na 26. září 2025 ve vydavatelství Mexican Summer. Vydání alba bylo oznámeno 3. června 2025, kdy byl rovněž zveřejněn první singl v podobě písně „Heaven Is No Feeling“. Videoklip k písni režíroval velšský hudebník H. Hawkline, dlouholetý spolupracovník Cate Le Bon. Druhý singl, „Is It Worth It (Happy Birthday)?“, měl premiéru 22. července a videoklip rovněž režíroval H. Hawkline.
Album bylo nahráno na řeckém ostrově Hydra, v Cardiffu, Londýně a Los Angeles. Spolu s Cate Le Bon jej produkoval Samur Khouja, který s ní rovněž pracoval již dříve. V písni „Ride“ hostuje další velšský hudebník, John Cale, s nímž Cate Le Bon hrála již v minulosti (hostovala na jeho koncertech v letech 2018, 2019 a 2022).

## Seznam skladeb
Autorkou a aranžérkou všech písní je Cate Le Bon.
| Pořadí         | Název                            | Délka |
| -------------- | -------------------------------- | ----- |
| 1.             | Jerome                           | 4:06  |
| 2.             | Love Unrehearsed                 | 4:14  |
| 3.             | Mothers of Riches                | 4:34  |
| 4.             | Is It Worth It (Happy Birthday)? | 5:47  |
| 5.             | Pieces of My Heart               | 3:39  |
| 6.             | About Time                       | 3:30  |
| 7.             | Heaven Is No Feeling             | 3:48  |
| 8.             | Body as a River                  | 4:30  |
| 9.             | Ride                             | 3:53  |
| 10.            | I Know What's Nice               | 5:20  |
| Celková délka: | Celková délka:                   | 43:21 |

## Obsazení

### Hudebníci
- Cate Le Bon – zpěv (1–10), kytara (1–8, 10), baskytara (1–5, 7–10), syntezátory (1–10), klavír (5), perkuse (8, 10)
- Euan Hinshelwood – saxofon (1–5, 7–10)
- Paul Jones – klavír (1–4, 8, 10), syntezátor (9)
- Dylan Hadley – bicí (1, 3–4, 6–7, 9–10)
- Valentina Magaletti – bicí (2, 5), perkuse (1–9)
- John Cale – zpěv (9)

### Technická podpora
- Cate Le Bon – produkce
- Samur Khouja – produkce, nahrávání, mixing
- Stephen Black – nahrávání
- Euan Hinshelwood – nahrávání
- Heba Kadry – mastering
- H. Hawkline – fotografie, design